# Marie qui louche
Marie qui louche est un roman de Georges Simenon, paru en 1952.
Son écriture se déroula à Shadow Rock Farm, à Lakeville dans le Connecticut (États-Unis), en août 1951.

## Résumé
Deux jeunes Rochefortoises, Marie et Sylvie, ont en commun le désir d'échapper à leur pauvreté. Engagées comme bonnes, pour la saison, dans un petit hôtel-restaurant de Fourras, « Les Ondines », elles forment le projet de monter à Paris. L'été ne s'achèvera pas sans que Sylvie ait causé, par son comportement, le suicide de Louis, un jeune retardé mental occupé à la même pension, ni sans qu'elle ait cédé à son patron, le méchant M. Clément, désapprouvée en tout par sa compagne Marie, qu'une disgrâce physique rend à la fois humble et réservée.
L'arrivée d'un Parisien, M. Luze, venu rechercher sa femme et ses enfants, pensionnaires des « Ondines », donne à Sylvie l'occasion de réaliser son projet, bien qu'elle soit sollicitée de rentrer chez elle où se morfond son père, atteint d'une maladie de cœur : mais Sylvie, égoïste et cynique, « ne fait rien pour personne ». Son père mourra sans qu'elle s'en préoccupe.
À Paris, à l'Hôtel des Vosges que M. Luze a indiqué à Sylvie, les deux compagnes partagent la même chambre. Marie entre en service aux « Caves de Bourgogne », un restaurant modeste tenu par M. et Mme Laboine, tandis que Sylvie, employée chez M. Luze, devient en fait sa maîtresse, jusqu'à ce que Mme Luze y mette bon ordre.
La liaison terminée, Sylvie va de place en place et d'un rendez-vous à l'autre. La vie en commun des deux jeunes femmes s'accommode d'un « chacune pour soi », ce qui n'empêche pas Sylvie de prendre, un jour, l'amoureux de Marie. Celle-ci, dès lors, la quitte, sans un mot.
Vingt-trois ans s'écouleront avant qu'un jour de mai 1945, lors du défilé de la Victoire aux Champs-Élysées, Sylvie aperçoive Marie au milieu de la foule. Mais c'est un autre hasard qui, cinq ans plus tard, les mettra en présence l'une de l'autre. Elles conviennent de se revoir. Marie est alors la gouvernante du vieux M. Laboine, devenu veuf et mal portant. Sylvie, elle, a réussi à mener une vie de luxe et d'oisiveté, entretenue par le riche Omer Besson qui n'a qu'un tort : c'est d'être âgé,  hémiplégique, et à l'article de la mort au moment où les deux anciennes amies se retrouvent. Sentant que le testament de Besson pourrait être modifié in extremis au profit de sa famille, Sylvie décide de le faire surveiller par Marie sous les apparences d'une garde-malade qui ne le quitte pas. Marie accepte de jouer ce rôle. Le lendemain du décès de Besson, elle annonce à son amie qu'elle a pu dérober et brûler un papier que la belle-sœur aurait fait signer au mourant. Sylvie entrera donc en possession d'un héritage dont l'alcoolisme l'empêchera de profiter. Avec, auprès d'elle, une Marie qui partage de nouveau sa chambre dans une existence commune où, la nuit, les deux femmes épient leur souffle, « comme si elles avaient peur de se perdre ».

## Aspects particuliers du roman
Récit en deux parties séparées par l’espace d’un quart de siècle : le vide chronologique ne sera pas comblé, car il s’agit de deux tranches de vie prélevées à l’une et l’autre extrémité de deux destinées. Destins de deux femmes à la fois réunies et opposées dans l’entente comme dans la mésentente. C’est souvent par les dialogues, aux répliques brèves, des deux personnages que sont présentés les faits qui déterminent la marche du roman.

## Fiche signalétique de l'ouvrage

### Cadre spatio-temporel

#### Espace
Fourras, plage aux environs de La Rochelle. Paris.

#### Temps
1922, puis 1945 et 1950.

### Les personnages

#### Personnage principal
Marie Gladel, dite « Marie qui louche ». Bonne à tout faire. Célibataire. 18 ans (en 1922).

#### Autres personnages
Sylvie Danel, amie d’enfance de Marie. 17 ans (en 1922).

## Éditions
- Édition originale : Presses de la Cité, 1952
- Tout Simenon, tome 5, Omnibus, 2002  (ISBN 978-2-258-06046-3)
- Livre de Poche, n° 311895, 2010  (ISBN 978-2-253-13389-6)
- Romans durs, tome 8, Omnibus, 2013  (ISBN 978-2-258-09395-9)
- Romans durs, tome 8, Omnibus, 2023  (ISBN 978-2-258-20265-8)

## Source
- Maurice Piron, Michel Lemoine, L'Univers de Simenon, guide des romans et nouvelles (1931-1972) de Georges Simenon, Presses de la Cité, 1983, p. 164-165  (ISBN 978-2-258-01152-6)